# Amblymora fergussoni
Amblymora fergussoni là một loài bọ cánh cứng trong họ Cerambycidae.